# 奧佩羅塞峰
奧佩羅塞峰（英語：Operose Peak）是南極洲的山峰，位於奧次地，處於德里克峰西南面，屬於不列顛嶺的一部分，海拔高度2,130米，現時由南極條約體系管理。